# William Pepperrell
Pour les articles homonymes, voir Pepperell.
Sir William Pepperrell (27 juin 1696 à Kittery Point, Province de la baie du Massachusetts - 6 juillet 1759 à Kittery Point), 1er baronnet, est un officier britannique.
Il participa à la prise de Louisbourg en 1745, à la tête de 4 000 hommes, mais la Grande-Bretagne rend finalement la forteresse à la France à la fin de la guerre de Succession d'Autriche, en 1748.